# Der Bulle von Tölz: Süße Versuchung
Süße Versuchung ist ein deutscher Fernsehfilm von Werner Masten aus dem Jahr 2004 nach einem Drehbuch von Ralph Werner. Es ist die 46. Folge der Krimiserie Der Bulle von Tölz mit Ottfried Fischer als Hauptdarsteller in der Rolle des Hauptkommissars Benno Berghammer. Die Erstausstrahlung erfolgte am 14. Januar 2004 auf Sat.1.

## Handlung
In dem Tölzer Nobelbordell Evita Club stirbt ein Kunde zwischen den Beinen der Prostituierten Leila – es handelt sich um Weihbischof Ferdinand Strobl. Weil der Betreiber, der österreichische Zuhälter Arno Aschauer, keinen Ärger mit der Polizei will, entschließt er sich dazu, die Leiche zu entsorgen.
Prälat Barthel Hinter besucht Resi und Benno Berghammer, um Unterschriften zu sammeln. Der Biologielehrer Anton Grill soll suspendiert werden, weil er nach Meinung vieler Gemeindemitglieder durch seinen allzu liberalen Aufklärungsunterricht und wegen übermäßigen Alkoholkonsums untragbar sei. Der Hauptkommissar fühlt sich beim Abendessen gestört und sagt seiner Mutter, sie seien geschiedene Leute, falls sie unterschreibe. Der Appetit ist ihm mittlerweile vergangen, und so verabschiedet sich der Kommissar ins Wirtshaus. Als Resi daraufhin den Prälaten zum Essen einlädt, erhält dieser einen dringenden Anruf und verabschiedet sich unverrichteter Dinge.
Als Arno Aschauer und sein etwas tumber Adlatus Karl „Charlie“ Meisriemel unterwegs sind, um den Toten loszuwerden, geraten sie in eine Verkehrskontrolle, weil das rechte Rücklicht nicht funktioniert. Der Streifenpolizist Wagner begnügt sich jedoch nicht damit, sondern will unbedingt einen Blick in den Kofferraum werfen. Weil darin der tote Weihbischof liegt, streckt Meisriemel den Polizeibeamten kurzerhand mit einem tödlichen Handkantenschlag ins Genick nieder.
Während die Hauptkommissare Benno Berghammer und Sabrina Lorenz am folgenden Morgen den Fundort des getöteten Polizisten in Augenschein nehmen, werden sie darüber informiert, dass auf der Herrentoilette einer Autobahnraststätte eine weitere Leiche entdeckt wurde. Gerichtsmediziner Dr. Robert Sprung findet bei der Obduktion heraus, dass der Unbekannte an Herzversagen gestorben ist. Vor seinem Tod hat er ein Potenzmittel eingenommen und Geschlechtsverkehr gehabt. Außerdem hat er ein opulentes Mahl zu sich genommen.
Resi Berghammer und ein weiterer Zeuge erkennen auf einem Foto des Toten eindeutig Weihbischof Ferdinand Strobl wieder, womit die Identität nun endgültig geklärt ist.
Kommissar Berghammer befragt Prälat Hinter zu seinem Verhältnis mit dem verstorbenen Weihbischof, worauf dieser antwortet, es sei von einer gegenseitigen Wertschätzung geprägt gewesen. Da kommt Dr. Sprung angerannt und berichtet, eine weitere Untersuchung des Serums habe ergeben, dass der Weihbischof mit Digitalis vergiftet worden sei, das wahrscheinlich über eine präparierte Kapsel verabreicht worden sei. Der Prälat meint, der Lehrer Anton Grill komme für diese Tat in Frage; er habe in letzter Zeit einen geradezu pathologischen Hass gegen alles Kirchliche entwickelt.
Der inzwischen suspendierte Lehrer Grill sagt gegenüber Kommissar Berghammer aus, die Kampagne gegen ihn sei nur ein Vorwand, weil er einer 16-jährigen Schülerin zum Schwangerschaftsabbruch geraten habe. Mit dem Weihbischof habe er ein klärendes Gespräch geführt, und dieser habe bezüglich Suspendierung eingelenkt.
Der junge Priester Pater Matthias hat beobachtet, wie der Weihbischof am Vorabend von einer weißen Stretch-Limousine mit dunklen Scheiben abgeholt wurde; Marke und Kennzeichen sind ihm allerdings nicht bekannt. Kommissarin Lorenz findet rasch heraus, dass der Wagen dem Bordellbesitzer Arno Aschauer gehört, doch dieser will den Weihbischof nicht gekannt haben.
Ein Motiv hat auch Hans Prantner, der die Spendenkonten eines mit der Kirche verbundenen Spenden- und Wohltätigkeitsvereins zu Spekulationszwecken abgeräumt und deswegen Besuch vom Weihbischof bekommen hat. Als Heilpraktiker und Osteopath hat er das nötige Wissen, wie man ein Genick bricht.
Als Anton Grill erfährt, dass er wegen des Verlustes seines Arbeitsplatzes kein Geld mehr von der Bank bekommt, und bei Prälat Hinter abblitzt, der sich fürs Rückgängigmachen der Entscheidung einsetzen sollte, dreht der Lehrer durch und drängt das Fahrzeug des Prälaten von der Straße ab. Im Auto sitzt allerdings nicht Hinter, sondern Pater Matthias, der verletzt ins Krankenhaus gebracht werden muss.
Victoria Zechmeister, eine Prostituierte aus dem Evita Club, quartiert sich in der Pension Berghammer ein und gibt sich als Stilberaterin aus. Sie soll sich im Auftrag von Arno Aschauer an Benno Berghammer heranmachen, um ihn mit kompromittierenden Fotos erpressbar zu machen. Resi Berghammer ist angetan von der jungen Frau und will etwas nachhelfen, weil ihr Sohn sich eher zurückhaltend gibt. Sie kauft ein Parfüm und deponiert es samt Kärtchen mit gefälschter Unterschrift in Victorias Gästezimmer. Der Kommissar ist alles andere als begeistert, als Victoria sich dafür bedankt, weil er absolut nichts davon wusste.
Als Sabrina Lorenz und Benno Berghammer von Zeugen erfahren, dass Anton Grill sich keineswegs einvernehmlich vom Weihbischof verabschiedet, sondern eine lautstarke Auseinandersetzung mit ihm gehabt hat, fahren sie zu dem Lehrer nach Hause. Da dieser nicht öffnet, bricht der Kommissar die Tür auf. Grill hält sich eine Pistole an den Kopf und will sich in seiner Verzweiflung über seine berufliche und finanzielle Lage erschießen, doch er bringt es nicht über sich.
Inzwischen ergibt die Auswertung der Spuren am Fundort des getöteten Polizisten, dass die DNS an der Cigarillokippe identisch mit jener an einer weiteren Kippe ist, die Charlie Meisriemel vor den Augen der Kommissarin weggeworfen hat. Zudem stellt sich heraus, dass Meisriemel Kampfsportler ist, worauf Berghammer und Lorenz ihn verhaften.
Als die Kommissare Arno Aschauer aufsuchen wollen, weil in seinem Wagen Faserspuren der Kleidung des Weihbischofs gefunden wurden, finden sie den Bordellbesitzer in seinem Büro erschossen auf; eine Pistole liegt daneben. Benno Berghammer riecht beim Toten dasselbe Parfüm, das seine Mutter für Victoria Zechmeister gekauft hat, und ihm wird klar, wer die Tat begangen hat. Bei der Befragung des Personals sieht Berghammer bei Leila, die immer den Bischof bedient hat, eine Schachtel mit Kirschwasserpralinen. Solche wurden auch im Magen des vergifteten Geistlichen gefunden.
Victoria Zechmeister ist verschwunden, doch weil sie dem Kommissar von den Kapverden vorgeschwärmt hat, eilt er zum Flughafen, wo er sie tatsächlich antrifft. Sie gibt zu, Arno Aschauer getötet zu haben, weil er sie wie Dreck behandelt habe. Sie habe ihn schon früher geliebt, doch seit Leila aufgetaucht sei, habe sich alles geändert. Sie sei sich sicher gewesen, dass es nur Leila erwischen könne, weil sie mit den Pralinen immer gegeizt habe. Dass der Bischof Kunde war, habe sie nicht gewusst.
In der Zwischenzeit hat Charlie Meisriemel einen Polizisten ausgetrickst und ein Auto gestohlen. Als Kommissarin Lorenz ihn anhält und zum Aussteigen auffordert, gibt dieser Vollgas und fährt den Wagen zu Schrott.
Resi Berghammer lädt Prälat Hinter zu Kaffee und Kuchen ein. Auch die Kommissare sind anwesend. Sie legen Hinter nahe, die Anzeige gegen Anton Grill zurückzuziehen, zumal Pater Matthias dem Lehrer den Anschlag verziehen habe. Außerdem möge er auf die Schulleitung einwirken, damit diese die Suspendierung rückgängig mache. Im Gegenzug würden sie dafür sorgen, dass die wahren Todesumstände des Bischofs nicht ans Licht kämen. Nach kurzem Überlegen meint der Prälat, es sei ein wohlfeiles Angebot.

## Hintergrund
Die Dreharbeiten erfolgten in Bad Tölz und auf der Autobahnraststätte „Höhenrain“ an der A95 bei Berg (Fundort der Leiche); als Schauplatz für die „Pension Resi“ diente das Hollerhaus Irschenhausen.

## Kritik
Die Programmzeitschrift TV Spielfilm schreibt: „Launig: Benno macht den Klerikern Beine.“